# Inverness-shire
Inverness-shire är ett grevskap i Storbritannien.   Det ligger i kommunen Highland och riksdelen Skottland, i den norra delen av landet, 700 km nordväst om huvudstaden London.
Följande samhällen finns i Inverness-shire:
- Inverness
- Fort William
- Mallaig